# Vetiolki
Vetiolki (en rus: Ветёлки) és un poble (un khútor) de l'óblast de Saràtov, a Rússia, segons el cens rus del 2018 tenia 93 habitants. Pertany al districte d'Aleksàndrov Gai.